# Raúl Antonio Martinez Paredes
Raúl Antonio Martinez Paredes (* 9. Mai 1943 in San Martín Jilotepeque, Departamento Chimaltenango, Guatemala) ist ein guatemaltekischer römisch-katholischer Geistlicher und emeritierter Weihbischof in Santiago de Guatemala.

## Leben
Der Bischof von Sololá, Eduardo Ernesto Fuentes Duarte, spendete ihm am 17. Oktober 1987 die Priesterweihe. 
Papst Johannes Paul II. ernannte ihn am 28. Januar 1999 zum Bischof von Sololá-Chimaltenango. Die Bischofsweihe spendete ihm der Apostolische Nuntius in Guatemala, Erzbischof Ramiro Moliner Inglés, am 20. März desselben Jahres; Mitkonsekratoren waren Victor Hugo Martínez Contreras, Erzbischof von Los Altos Quetzaltenango-Totonicapán, und Angélico Melotto Mazzardo OFM, emeritierter Bischof von Sololá-Chimaltenango.
Am 28. Juli 2007 ernannte ihn Papst Benedikt XVI. zum Titularbischof von Mizigi und zum Weihbischof in Guatemala. Nach dem Tod von Erzbischof Óscar Julio Vian Morales SDB am 24. Februar 2018 verwaltete Raúl Antonio Martinez Paredes das Erzbistum Santiago de Guatemala während der bis zur Amtseinführung des neuen Erzbischofs am 3. September 2020 andauernden Sedisvakanz als Apostolischer Administrator. Vom 21. September 2021 bis zum 18. März 2023 war er Apostolischer Administrator des vakanten Apostolischen Vikariats Izabal.
Papst Franziskus nahm am 7. Juni 2023 das von Raúl Antonio Martinez Paredes aus Altersgründen vorgebrachte Rücktrittsgesuch an.